# Miluny (sielsowiet Widze)
Miluny (biał. Мілюны, ros. Милюны) – wieś na Białorusi, w obwodzie witebskim, w rejonie brasławskim, w sielsowiecie Widze. W 2019 liczyła 4 mieszkańców.